# Javadoc
Javadoc é um gerador de documentação criado pela Sun Microsystems para documentar a API dos programas em Java, a partir do código-fonte. O resultado é expresso em HTML. É constituído, basicamente, por algumas marcações muitos simples inseridas nos comentários do programa.
Este sistema é o padrão de documentação de classes em Java, e muitas dos IDEs desta linguagem irão automaticamente gerar um Javadoc em HTML.
Ele também provê uma API para a criação de doclets e taglets, que permitem a análise da estrutura de um aplicativo Java. É assim, por exemplo, que o JDiff consegue gerar relatórios de alterações feitas entre duas versões de uma API.

## Rodando Javadoc em Windows
Para documentar todas as classes em um diretório, rode a seguinte instrução na linha de comando (ou coloque-o em um arquivo BAT e execute-o). Dependendo do diretório de instalação na sua máquina, você deverá usar a linha baixo modificada, mas ela irá criar um diretório com a documentação de todas as suas classes:
```
"C:\Arquivos de programas\Java\jdk1.6.0\bin\javadoc" -d doc *.java
```

Por padrão, apenas os membros públicos são mostrados. Para ter uma visibilidade mais profunda, você pode usar os seguintes modificadores:
- -protected
- -package
- -private

## TagsJavadoc
Os desenvolvedores usam certos estilos de comentários e tags Javadoc ao documentar códigos-fonte. Um bloco de comentário em Java iniciado com /** irá iniciar um bloco de comentário Javadoc, que será incluído no HTML gerado. Uma tag Javadoc começa com um "@" (arroba). Na tabela abaixo, algumas destas tags.
| Tag         | Descrição |
| ----------- | --- |
| @author     | Nome do desenvolvedor |
| @deprecated | Marca o método como deprecated. Algumas IDEs exibirão um alerta de compilação se o método for chamado.                       |
| @exception  | Documenta uma exceção lançada por um método — veja também @throws.                                                           |
| @param      | Define um parâmetro do método. Requerido para cada parâmetro.                                                                |
| @return     | Documenta o valor de retorno. Essa tag não deve ser usada para construtores ou métodos definidos com o tipo de retorno void. |
| @see        | Documenta uma associação a outro método ou classe.                                                                           |
| @since      | Documenta quando o método foi adicionado a a classe.                                                                         |
| @throws     | Documenta uma exceção lançada por um método. É um sinônimo para a @exception introduzida no Javadoc 1.2.                     |
| @version    | Exibe o número da versão de uma classe ou um método.                                                                         |
Para inserir o símbolo @ sem iniciar uma tag Javadoc você pode usar o código de caracter HTML &#064; e evitar problemas de parsing.

## Exemplo
Segue-se um exemplo de uso do Javadoc para documentar um método. Note que o espaçamento e a quantidade de caracteres neste exemplo apenas seguem as convenções.
```
 
/**

  * Valida um movimento de xadrez.

  * 

  * @param aColunaDe   Coluna atual da peça a ser movida

  * @param aLinhaDe    Linha atual da peça a ser movida

  * @param aColunaPara Coluna destino da peça a ser movida

  * @param aLinhaPara  Linha destino da peça a ser movida

  * @return            verdadeiro se o movimento é válido ou falso se inválido

  * @author            Joana Silva

  * @author            Nuno Martins

  */

  
boolean
 
validaMovimento
(
int
 
aColunaDe
,
 
int
 
aLinhaDe
,
 
int
 
aColunaPara
,
 
int
 
aLinhaPara
)

  
{

      
...
  

  
}

```